# New Wave Hookers
Pour les articles homonymes, voir New wave (homonymie).
Pour plus de détails, voir Fiche technique et Distribution.
New Wave Hookers (en français Le Diable par la Queue) est un film américain à caractère pornographique réalisé par Gregory Dark et sorti en 1985.

## Synopsis
Toutes les perversions ont un prix. Deux hommes font des blagues sur le sexe et les femmes devant un film porno, ils pensent que leur vie serait meilleure s'ils étaient des proxénètes.

## Fiche technique
- Réalisation : Gregory Dark
- Scénario : Gregory Dark & Platinum Fire
- Photo : Junior 'Speedy' Bodden
- Musique : The Plugz
- Montage : Jane Waters
- Producteur : Gregory Dark
- Société de production : VCA Pictures
- Durée : 90 minutes
- Date de sortie : 1985

## Distribution
- Ginger Lynn Allen : Cherry
- Jamie Gillis : Jimmy
- Traci Lords : The Devil
- Jack Baker : Jamal
- Desiree Lane : Candy
- Kristara Barrington : Kammy
- Steve Powers : The Dog/College Geek
- Rick Cassidy : The Angel
- Peter North : The Sheik
- Tom Byron : Timmy
- Gina Carrera : Bondage Girl
- Brooke Fields : Nora
- Kimberly Carson : Palace
- Greg Rome : Vice Squad Cop
- Steve Drake : Vice Squad Cop

## Récompenses
- 1985 : Adult Film Association of America
- 1985 : XRCO Awards, Scène de sexualité de groupe
- Hustler's Film of the Year 1985
- 1986 : AVN award Winner
- XRCO Hall of Fame

## Autour du film
Traci Lords avait moins de 18 ans quand elle joue dans le film, elle avait menti sur son âge. Après cette révélation, le film a été interdit à la vente pendant quelques années. La nouvelle version sortie exclut toutes images et scènes avec Traci Lords, et même son nom sur la couverture.
La bande originale du film New Wave Hookers soundtrack Electrify Me (1985), est signée du groupe The Plugz
On retrouve la "Rollergirl" interprétée par Heather Graham dans le film "Boogie Nights" de Paul Thomas Anderson.

### Suites
Les quatre premiers épisodes sont réalisés par les Dark Brothers.
- "New Wave Hookers 2" gagne un AVN Award en 1992, pour la Meilleure vente de l'année (Top Selling Release of the Year).
- "New Wave Hookers 3" gagne un XRCO award en 1993 pour la Meilleure scène de couple (for Best Couples Scene, avec Crystal Wilder & Rocco Siffredi), et en 1994 un AVN Award pour les meilleures ventes Top Renting Release of the Year.
- "New Wave Hookers 4" avec Chasey Lain, Juli Ashton, Barbara Doll, Misty Rain
- "New Wave Hookers 5" gagne 3 AVN Awards en 1998 pour la meilleure direction artistique, pour les meilleurs effets spéciaux, et pour les meilleures ventes de l’année, avec Juli Ashton, Asia Carrera, Jamie Gillis, Roxanne Hall, Jeanna Fine, Anna Malle,
- "New Wave Hookers 6" avec Ginger Lynn, Kylie Ireland
- "New Wave Hookers 7" gagne un AVN Award en 2004  pour le meilleur montage Best Editing - Video.

### Autre version
- "Neu Wave Hookers" est un remake d'Eon McKai, AVN Award en 2007 pour 'Best All Sex Release' .